# Молжаниновский район
Молжани́новский райо́н — район в Северном административном округе (САО) в городе Москве, которому соответствует внутригородское муниципальное образование — муниципальный округ Молжаниновский.
Район (административно-территориальная единица) образован 2 марта 1992 года (в другом источнике указано — 5 июля 1995 года), до реформы 1991 года территория района входила в состав Ленинградского района Москвы. Из всех районов Москвы имеет наименьшую численность и наименьшую плотность населения (161 чел./км²), является 4-м по величине занимаемой площади. Единственный эксклав САО, но имеет границу с Северо-Западным административным округом (СЗАО), районом Куркино. Единственный район Москвы, на территории которого до сих пор отсутствуют:
- центры общественный, досуга и спорта, библиотека;
- почтовые отделения «Почты России»; почтовые отправления приходят в ближайшие почтовые отделения, расположенные в Подмосковье[5];
- банки и их отделения, есть один банкомат на весь район (Синявинская улица, дом № 11, корпус № 11).

## Территория и границы
Территория Молжаниновского района продолжает северо-западный «отросток» города-героя, который вытянут вдоль Ленинградского шоссе, на 6 — 7 километров. В природном отношении район является малой частью обширной Смоленско-Московской возвышенности, восточный отрог которой называют Клинско-Дмитровской грядой. На территории района более 40 гектаров занимают естественные и искусственные водоёмы, которых насчитывается 28. Реки Клязьма и Сходня, речки и ручьи впадающие в них, а естественных озёр в районе нет, но есть пруды и затопленные карьеры: например пруды на Синявинской улице, Черкизовские пруды, Новоподрезковские пруды, Молжаниновские пруды, Двурогий пруд и Бурцевские пруды (Западный и Восточный), много ручьёв например Бурцевский, Молжаниновский и так далее, есть болота Бурцевское и Молжаниновское верховое (памятники природы). В районе сохранены водораздельные болота, и только здесь в пределах Северного округа имеются обширные открытые пространства — поля и луга. В пределах района сельская застройка (малоэтажная) преобладает над городской (многоэтажной).

### Границы
Границы Молжаниновского района проходят: по северной границе полосы отвода Машкинского шоссе (исключая территорию ГСК), далее по городской черте Москвы (дороге на предприятие, юго-восточной границе территории предприятия, юго-восточной стороне дороги на деревню Филино, юго-западной границе полосы отвода дороги на деревню Верескино, северо-западной границе конно-спортивной базы «Спартак», оси реки Сходни, северо-западной границе земли агрофирмы «Химки», юго-западной границе полосы отвода Октябрьской железной дороги до платформы «Новоподрезково»), пересекая полосу отвода железной дороги (200 метров на северо-восток), юго-западной красной линии улицы Суворова и проектируемого проезда № 5862 Новоподрезково (исключая дом № 2), далее на северо-восток до Ленинградского шоссе, пересекая его, по северо-восточной границе полосы отвода Ленинградского шоссе (300 метров на юго-восток от правого поворота на «Шереметьево-1»), северо-западной и северной границам групп жилых домов по Озёрной улице деревни Черкизово (включая пруд), земле агрофирмы «Химки» (один километр на восток до реки Клязьма), оси реки Клязьма, западной границе кварталов № 3, № 7, № 13 и № 14 Химкинского лесопарка Красногорского леспаркхоза, северной границе города Химки до Машкинского шоссе.
Общая протяжённость границы района составляет примерно 26,86 километров.

## Состав района
В состав Ленинградского района Москвы включены следующие населённые пункты Подмосковья (будущего Молжаниновского района), ныне микрорайоны:
- Бурцево (деревня)
- Верескино (деревня)
- Мелькисарово (деревня)
- Молжаниновка (деревня)
- Новодмитровка (деревня)
- восточная часть (восемь улиц) посёлка городского типа Новоподрезково
- Новосёлки (деревня)
- Черкизово (село)
- северо-восточная часть деревни Филино

На территории района насчитывается 29 улиц:
- Бурцевская улица;
- Гатчинская улица;
- Железнодорожная улица (Шереметьево);
- Колпинская улица;
- Комсомольская улица;
- Ленинградское шоссе;
- Лужская улица;
- Машкинское шоссе;
- Международное шоссе;
- Мелькисаровская улица;
- Молжаниновская улица;
- Новосходненское шоссе;
- 1-я улица Новосёлки;
- 2-я улица Новосёлки;
- 3-я улица Новосёлки;
- 4-я улица Новосёлки;
- Охтинская улица;
- Охтинский проезд;
- Подрезковская 1-я, улица;
- Подрезковская 2-я, улица;
- Подрезковская 3-я, улица;
- Приозёрная улица;
- Проектируемый проезд № 727;
- Сестрорецкая 1-я, улица;
- Сестрорецкая 2-я, улица;
- Сестрорецкая 3-я, улица;
- Синявинская улица;
- Старофилинская улица;
- Шереметьевское шоссе.

## Население
| 2002  | 2010  | 2012    | 2013    | 2014    | 2015    | 2016    |
| ----- | ----- | ------- | ------- | ------- | ------- | ------- |
| 2928  | ↗3521 | ↗3586   | ↗3607   | ↗3794   | ↗5206   | ↗5823   |
| 2017  | 2018  | 2019    | 2020    | 2021    | 2023    | 2024    |
| ↗7208 | ↗9903 | ↗12 194 | ↗12 264 | ↗12 359 | ↗12 487 | ↗13 337 |

На 1 января 2010 года население района 3 500 человек. На официальном сайте Муниципального округа Молжаниновский в городе Москве упомянуто общее население района  — 8 406 человек. Среди них дети от 0 до 18 лет — 2 253 человек; трудоспособное население — 5 026 человек; старше трудоспособного возраста — 1 127 человек.

### Национальный состав
По итогам переписи населения 2020 года проживали следующие национальности (национальности менее 0,1 % и другое, см. в сноске к строке «Другие»):
| Национальность | Численность, чел. | Доля     |
| -------------- | ----------------- | -------- |
| Русские        | 10 851            | 87,80 %  |
| Украинцы       | 112               | 0,91 %   |
| Армяне         | 75                | 0,61 %   |
| Татары         | 70                | 0,57 %   |
| Белорусы       | 67                | 0,54 %   |
| Киргизы        | 31                | 0,25 %   |
| Таджики        | 26                | 0,21 %   |
| Чуваши         | 19                | 0,15 %   |
| Мордва         | 17                | 0,14 %   |
| Казахи         | 16                | 0,13 %   |
| Даргинцы       | 13                | 0,11 %   |
| Другие         | 1062              | 8,58 %   |
| Итого          | 12 359            | 100,00 % |

## Флаг и герб района
Флаг внутригородского муниципального образования «Молжани́новское» утверждён 27 марта 2004 года и внесён в Геральдический реестр города Москвы с присвоением регистрационного № ???.

## Происхождение названия
Своё название район получил в честь деревни Молжаниновка.

## История

### Молжаниновский район
Земли будущего района Москвы входили в состав Черкизовской волости Московского уезда. Летом 1917 года Черкизовская волость была переименована в Сходненскую волость, с административным центром поселок Сходня. В период 1918—1929 годов Ульяновская волость (бывшие Сходненская и Спасская волости) Московского уезда.
В период 1929—1932 годов в Сходненском районе Московской области.
Сельские советы (с/с) Молжаниновский, Филинский, Черкизовский входили в Сходненский район, который в ноябре 1932 года был упразднён, и эти с/с были переданы в новообразованный Солнечногорский район.
В 1940 году административная единица с/с Молжаниновский передан в Химкинский район Московской области. 18 августа 1960 года Химкинский район был упразднён, при этом с/с Молжаниновский вошёл в Красногорский район. 11 января 1965 года Химкинский район был восстановлен, в его состав так же вошли рабочий посёлок (р.п.) Новоподрезково, с/с Молжаниновский. 29 октября 1984 года в связи с расширением черты города Москвы Молжаниновский с/с был упразднён, и его территория была присоединена к Москве. В район вошли и другие н.п. или их часть (смотри ниже раздел, Состав района)
В марте 1992 года район вошёл в состав САО. Существовал план по большому строительству в районе, но ему не суждено было воплотиться в жизнь. В 1995 году в нарушение федерального законодательства законом г. Москвы «О территориальном делении города Москвы» в состав Молжаниновского района в одностороннем порядке была включена территория аэропорта «Шереметьево» (Московская область). На большинстве карт, изданных в это время (и отчасти в наши дни) аэропорт был изображен принадлежащим Москве, хотя реальная юрисдикция сохранялась за Московской областью. Спустя много лет территориальных споров, в июле 2011 года граница между Москвой и областью была уточнена: Шереметьево было официально признано Москвой частью Московской области.
Власти города планировали построить в районе ряд жилых и социальных объектов, уделив особое внимание экологической реабилитации природных объектов, создать автодром и «Центр технических видов спорта» — так официально именовался стадион для кольцевых автомобильных гонок «Формула-1» (228 гектаров), устроить поля для гольфа (252 гектара).
В районе по Синявинской улице расположен мини-город — жилой комплекс «Синявинская» (на 209 981 квадратном метре) для военнослужащих, действующих и запаса (54 700 квадратных метров жилья), дом № 11, корпуса № 1, № 2, …, № 13, № 15, № 16, на декабрь 2016 года, в микрорайоне 14 многоквартирных домов на 4 587 квартир, с Государственным бюджетным общеобразовательным учреждением города Москва «Школа Перспектива» (ГБОУ Школа Перспектива), дом № 11А, на 550 мест, построено одно дошкольное отделение Школы Перспектива (детский сад) на 225 мест, открыто 28 марта 2015 года, и достроено и открыто 1 сентября 2016 года второе дошкольное отделение Школы Перспектива (детский сад) на 300 мест (территория бывшего военного городка, где дислоцировалась 394-я эксплуатационно-техническая комендатура военно-воздушных сил ВС России, расформированная в ноябре 2011 года).
Так же в торжественной обстановке был открыт возрождённый Военно-исторический мемориал Защитникам Отечества.
В 2015 году застройщиком Обществом с ограниченной ответственностью (ООО) «ФинансТехноКомплект» получено разрешение на строительство горнолыжного парка по адресу: Верескино деревня, Новоподрезково, река Сходня, площадь участка для строительства составляет 38,7 гектара, площадь объектов комплекса — 136 800 квадратных метров. Ранее эти земли использовались для сельского хозяйства сельхозпредприятием «Химки» и СНТ «Карьер» научно-производственного объединения имени Лавочкина (под огородные участки).
По данным мэрии Москвы, сообщает газета «Ведомости» и сетевое издание «Интерфакс» («Интерфакс-Недвижимость») больше всего земель на территории района — около 800 гектаров — принадлежит компании «Химки-Молжаниново». Москва (мэрия) — второй по величине собственник земель, у неё около 600 гектаров, а остальные земли находятся у нескольких сотен мелких собственников при общей площади района 1 665 гектаров.
В август 2017 года, за счет собственных средств застройщика, для обеспечения теплом и электроэнергией жителей домов района и промышленной зоны «Пром Сити Москва-Север» началось расширение газотурбинной электростанции (ГТЭС) «Молжаниновка» (П/А: Новосходненское шоссе, владение № 80).
Согласно Адресной инвестиционной программе (АИП) города Москва, за счёт средств городского бюджета планируется ввести поликлинику (П/А: Синявинская улица, владение № 13), на 500 посещений в смену для взрослых и 250 посещений в смену для детей. Кроме того, здесь будет работать женская консультация на 96 посещений в смену.
Для строительства жилых, коммерческих и инфраструктурных объектов ООО «Самолёт две столицы», входящее в ГК «Самолёт», подписало соглашение (первый совместный проект на территории Москвы) с АО «Химки-Молжаниново» (ранее КСХП «Химки») о совместном освоении земельных участков площадью 136 гектаров в районе, начиная с 2018 года планируется строительство около 1 500 000 м² из общего объёма недвижимости (около 3 550 000 м²), включая жилой комплекс комфорт-класса (со всей необходимой инфраструктурой), коммерческие, социальные и инфраструктурные объекты.
По сообщению Министра Правительства Москвы, руководителя столичного Департамента городского имущества Максима Гамана, на 15 июля 2021 года, Молжаниновский район стал первым районом столицы где завершилась программа реновации, были расселены все дома, вошедшие в данную программу.
В 2022 году в районе начато строительство жилого комплекса «Молжаниново», на территории бывшей деревни Молжаниновка, компанией «Самолёт» и Департаментом строительства города Москвы двух объектов образования: школы на 1 100 мест и детского сада на 350 мест. Строительные работы планируется завершить в 2023 году.
В районе построили и открыли в июле 2023 года районную детско-взрослую поликлинику, в пятиэтажном здании, по почтовому адресу Синявинская улица, дом № 11, владение № 13, там заработали отдельные друг от друга филиал № 3 городской поликлиники № 45 и филиал № ? городской детской поликлиники № 133, в каждом из филиалов создана безбарьерная среда, самые посещаемые медицинские кабинеты находятся на первом этаже, а на третьем расположены залы лечебной физической культуры, кабинеты электросветолечения, массажа и так далее. Для удобства посещения районных органов здравоохранения, образования, социального обеспечения и так далее организован внутрирайонный автобусный маршрут № С453 (между микрорайонами, Мелькисарово — Черкизово — Новоподрезково — Новодмитровка — Молжаниновка — Бурцево).
В рамках инвестиционной программы по созданию мест приложения труда на территории города, в 2025 году, в Черкизовском микрорайоне, начато строительство (по планам было 2023 — 2024 годы) торгового центра (ТЦ) «Вельё», по почтовому адресу: Ленинградское шоссе, дом № 344 (земельный участок 347).

### Муниципальный округ Молжаниновский
2 марта 1992 года из состава Левобережного муниципального округа выделен Молжаниновский муниципальный округ.
Муниципальный округ (МО) Молжаниновский является внутригородским муниципальным образованием — муниципальным округом в городе Москва. В официальных документах, издаваемых органами и должностными лицами местного самоуправления, наименования «внутригородское муниципальное образование — муниципальный округ Молжаниновский в городе Москве», «муниципальный округ Молжаниновский в городе Москве» и «муниципальный округ Молжаниновский», в соответствии с уставом МО, равнозначны. МО был образован 2 марта 1992 года (выделен из состава муниципального округа «Левобережный»).
Местное самоуправление МО Молжаниновский включает в себя:
- Муниципалитет:
  - Администрация муниципального округа Молжаниновский.
- Муниципальное собрание:
  - Совет депутатов района Молжаниновский.

## Управление
Управа района является территориальным органом исполнительной власти, подведомственным Правительству Москвы. Руководство, координацию и контроль за деятельностью управы осуществляет префект Северного административного округа. Почтовый адрес управы: 4-я улица Новосёлки, дом № 2.

### Супрефект района
- Гамалеев Николай Аркадьевич (с 1994 года по 1997 год);

### Глава управы района (года)
- Гамалеев Николай Аркадьевич (1997 и 1999 годах избран главой управы, назначен с 2003 — ноябрь 2010), уволен в связи с выходом на пенсию по возрасту;

21 января 2011 года главой управы Молжаниновского района был назначен Кожевников Илья Владимирович 29 февраля 2012 Кожевников освобожден от занимаемой должности и назначен главой управы Бескудниковского района. Одновременно главой управы Молжаниновского района назначен Горянский Анатолий Алексеевич В конце мая 2012 года Кожевников и Горянский были задержаны ГУЭБиПК МВД России по подозрению в мошенничестве в особо крупном размере. По версии следствия, они вымогали у коммерсанта под угрозой разрушения бизнеса 1 млн рублей в качестве «вступительного взноса» и по 60 тысяч рублей ежемесячно в виде дани. 7 февраля 2013 года Горянский освобожден от должности главы управы и уволен с государственной гражданской службы города Москвы в связи с утратой доверия.
- Бахров Сергей Анатольевич (2013 — 2015);
- Синелобов Алексей Валерьевич (и.о., 2015);
- Воропаев Дмитрий Владимирович (и.о., 2015 — 2017);
- Пономарев Виталий константинович (и.о., 2017);
- Левицкий Виктор Михайлович (и.о., 2017);
- Силиверстов Артур Игоревич[54] (28 декабря 2017 — 31 октября 2018)
- Любарский Сергей Борисович (1 ноября 2018 — ноябрь 2019)
- Валитов Александр Хусаинович (и.о., 2 декабря 2019 — 15 декабря 2020)
- Валитов Александр Хусаинович (15 декабря 2020 — 3 октября 2022)
- Котляров Сергей Константинович (с 14 июля 2023 — по настоящее время)

### Глава МО (года)
Глава муниципального округа Молжаниновский, председатель совета депутатов района:
- Анатолий Павлович Горленко, (???? — 2017);
- Виктор Филиппович Катаев (2017 — 2019);
- Андрей Михайлович Шинкаренко (2019 — 2022);
- Олеся Вячеславовна Журбенко (с 2022 — по настоящее время).

## Транспорт
По территории района проходят важные транспортные магистрали Москвы, России и Европы:
- автомобильные — М10 М11 E 105 Москва — Санкт-Петербург, в черте города (района) Ленинградское шоссе, а также шоссе: Международное, Шереметьевское, Новосходненское и Машкинское, где проходят автобусные маршруты Мосгортранса и Мострансавто;
- железнодорожная — Московского отделения Октябрьской железной дороги с двумя остановочными пунктами: платформы Молжаниново и Новоподрезково;
- ближайшие к району станции метро —  Ховрино,  Беломорская,  Речной вокзал,  Планерная.

В 2021 году, в ходе реализации масштабного транспортного проекта «Московские центральные диаметры», по территории Молжаниновского района планируется запустить МЦД-3 «Ленинградско-Казанский» или «Зеленоград — Раменское», МЦД-3 запущен в 2023 году.
В июле 2023 года для удобства посещения районных органов здравоохранения, образования, социального обеспечения и так далее организован внутрирайонный автобусный маршрут № С453 (между микрорайонами, Мелькисарово — Черкизово — Новоподрезково — Новодмитровка — Молжаниновка — Бурцево), на линии работают четыре автобуса малого класса.

## СМК
Из средств массовой коммуникации (СМК) в районе издаётся газета «Молжаниновские вести столицы», имеющая свой информационный портал, которая предоставляется жителям района бесплатно.

## Флора и фауна
На территории района отмечено несколько видов амфибий, занесенных в Красную книгу Москвы, а именно - травяная лягушка, остромордая лягушка и обыкновенный тритон. При этом, согласно данным мониторинга, проведенного биологами, в большинстве водоемов было отмечено большое количество инвазивной рыбы - ротана-головешки, что негативно сказывается на популяции амфибий, оставив пригодными для размножения лишь несколько водоемов.